# Jaime Molina
Jaime Molina Maestre (Valledupar, 7 de marzo de 1926-Valledupar, 15 de agosto de 1978) fue un caricaturista y pintor colombiano.

## Biografía.
Hijo de Camilo Molina y Victoria Maestre, nació en Patillal, Valledupar (departamento del Cesar), el 7 de marzo de 1926. Durante su vida se distinguió por sus caricaturas y pinturas. La mayoría de su tiempo se lo dedicó a la pintura, a personajes y amigos, mientras que caricaturizaba a los políticos de la región. Según la exministra de Cultura de Colombia Consuelo Araújo Noguera, Molina fue «introvertido pero mordaz ponedor de sebo, que de cuanta cosa ocurría en el salón de clases o en el pueblo pintaba un cuadro para ridiculizar la situación y a sus protagonistas».
Sus pinturas son consideradas parte de la cultura vallenata.
Fue amigo incondicional del compositor de vallenatos Rafael Escalona, quien tras su muerte el 15 de agosto de 1978, le compuso la canción Elegía a Jaime Molina en la que recordaba a su amigo y le cumplía la promesa de que si moría primero le componía un son vallenato. Entre los dibujos que más se destacan de Molina, está tal vez el logo que hizo para la Fundación Festival de la Leyenda Vallenata y el Escudo de Valledupar, creado junto a Víctor Cohen Salazar en 1955 y autorizado por el entonces alcalde Jorge Dangond Daza.
El auditorio Jaime Molina Maestre de la Escuela de Bellas Artes de Valledupar fue nombrado en su honor. El Vigésimo Festival Tierra de Compositores, versión Rey de Reyes de Patillal estuvo dedicado en su honor.
Estuvo casado con Alma Rosa Torres y tuvo dos hijos, Jaime Molina Torres y Victoria Molina Torres .